# شاهيناز بوسحاقي
شاهيناز بوسحاقي (بالفرنسية: Shahnez Boushaki)‏ من مواليد 22 أكتوبر 1985م بمدينة الجزائر، هي لاعبة كرة سلة جزائرية تلعب في بطولة كرة السلة الجزائرية كلاعبة سونجمان، تحمل الرقم 13، ويبلغ طولها 5 قدم 9 بوصة (1.75 م).

## النوادي
التحقت بوسحاقي برياضة كرة السلة أين انضمت إلى العديد من الفرق الجزائرية، أهمها:
- مولودية الجزائر (2002-2010).
- المجمع الرياضي البترولي (كرة سلة) (2010-2018).
- منتخب الجزائر لكرة السلة للسيدات (2010-2018).[3][4][5]

## الإنجازات
مثلت بوسحاقي منتخب بلادها في العديد من التظاهرات، وشاركت في مختلف الألعاب المحلية الجزائرية والعربية والإفريقية، وفازت بعدة ألقاب ضمن المحترفات.

### الدوري الجزائري
- بطولة كرة السلة النسائية الجزائرية: 2011، 2012، 2013، 2015.[6]
- كأس الجزائر لكرة السلة النسائية: 2015، 2016، 2017، 2016.[7]

### الاتحاد الأفريقي لكرة السلة
- بطولة أفريقيا لكرة السلة للسيدات 2013.[8][9][10][11][12][13][14][15]
- بطولة أفريقيا لكرة السلة للسيدات 2015.[16][17][18][19][20][21]
- كأس أبطال الأندية الأفريقية لكرة السلة للسيدات 2016.[22][23][24][25][26][27][28]
- كأس أبطال الأندية الأفريقية لكرة السلة للسيدات 2017.[29][30][31]

### الألعاب الأفريقية
- الألعاب الأفريقية 2011.[32][33][34][35]
- الألعاب الأفريقية 2015.[18][36][37]

### البطولة العربية للأندية لكرة السلة سيدات
- البطولة العربية للأندية لكرة السلة سيدات 2014.[38][39]
- البطولة العربية للأندية لكرة السلة 3X3 سيدات 2016.[40][41][42][43]

## النتائج الرياضية
| رقم | المناسبة الرياضية                                   | التصنيف                      | النقاط في اللعب (PPG) | الاسترجاع في اللعب (RPG) | المساعدة في اللعب (APG) |
| --- | --------------------------------------------------- | ---------------------------- | --------------------- | ------------------------ | ----------------------- |
| 1   | بطولة أفريقيا لكرة السلة للسيدات 2013               | 11th                         | 1,4                   | 1,8                      | 0,0                     |
| 2   | بطولة أفريقيا لكرة السلة للسيدات 2015               | 11th                         | 5,1                   | 3,4                      | 2,3                     |
| 3   | كأس أبطال الأندية الأفريقية لكرة السلة للسيدات 2016 | 10th                         | 3,9                   | 1,7                      | 1,0                     |
| 4   | كأس أبطال الأندية الأفريقية لكرة السلة للسيدات 2017 | غير متوفر                    | غير متوفر             | غير متوفر                | غير متوفر               |
|     |                                                     | المتوسط الإجمالي لكل مناسبة: | 3,5                   | 2,3                      | 1,1                     |

## وصلات خارجية
- شاهيناز بوسحاقي  على فيسبوك.
- الصفحة الشخصية على FIBA.
- الصفحة الشخصية على Afrobasket.
- الصفحة الشخصية على FIBA 3X3.